# Mittelalterliche Mikwe (Montpellier)

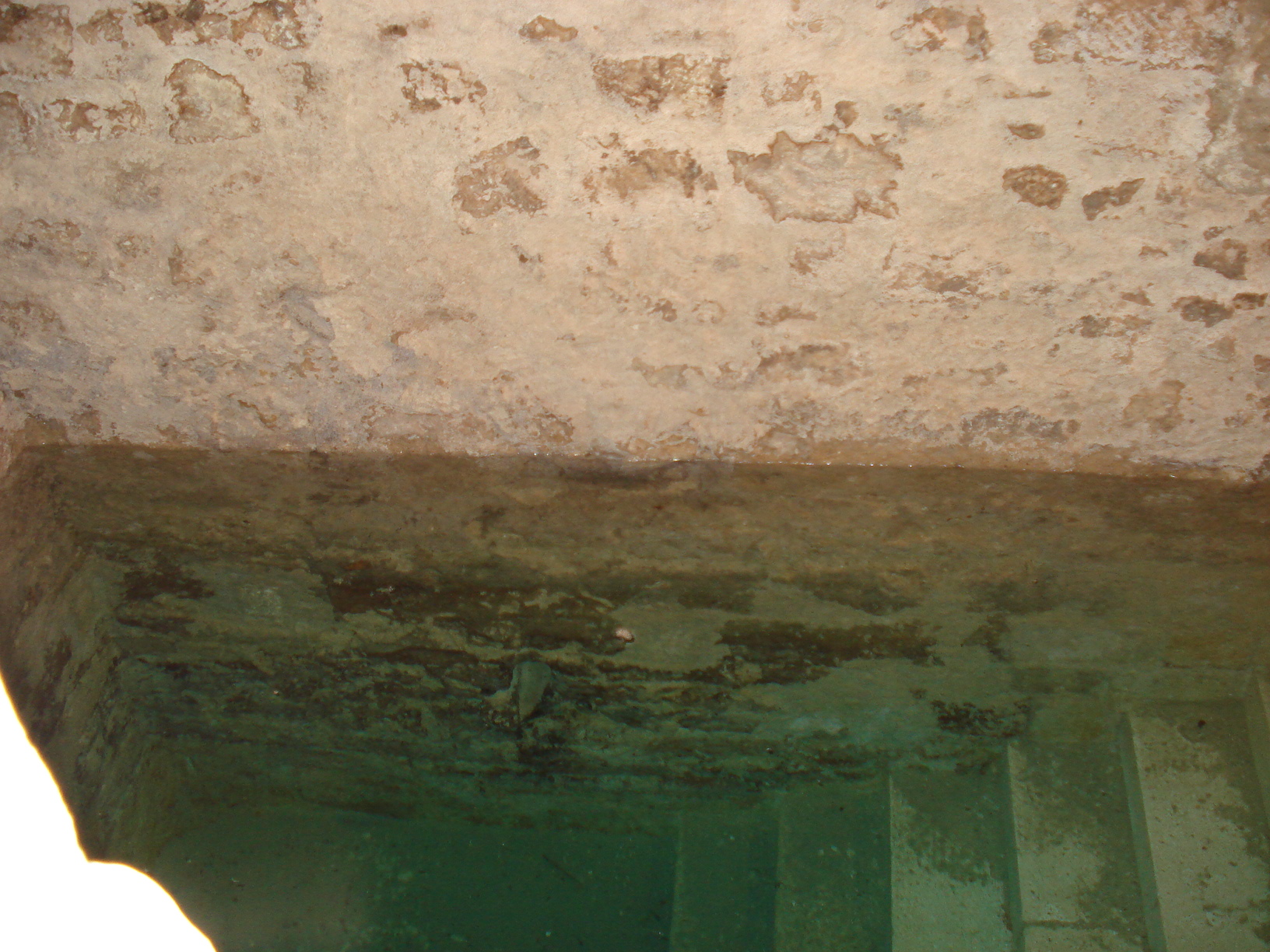
Mikwe in Montpellier

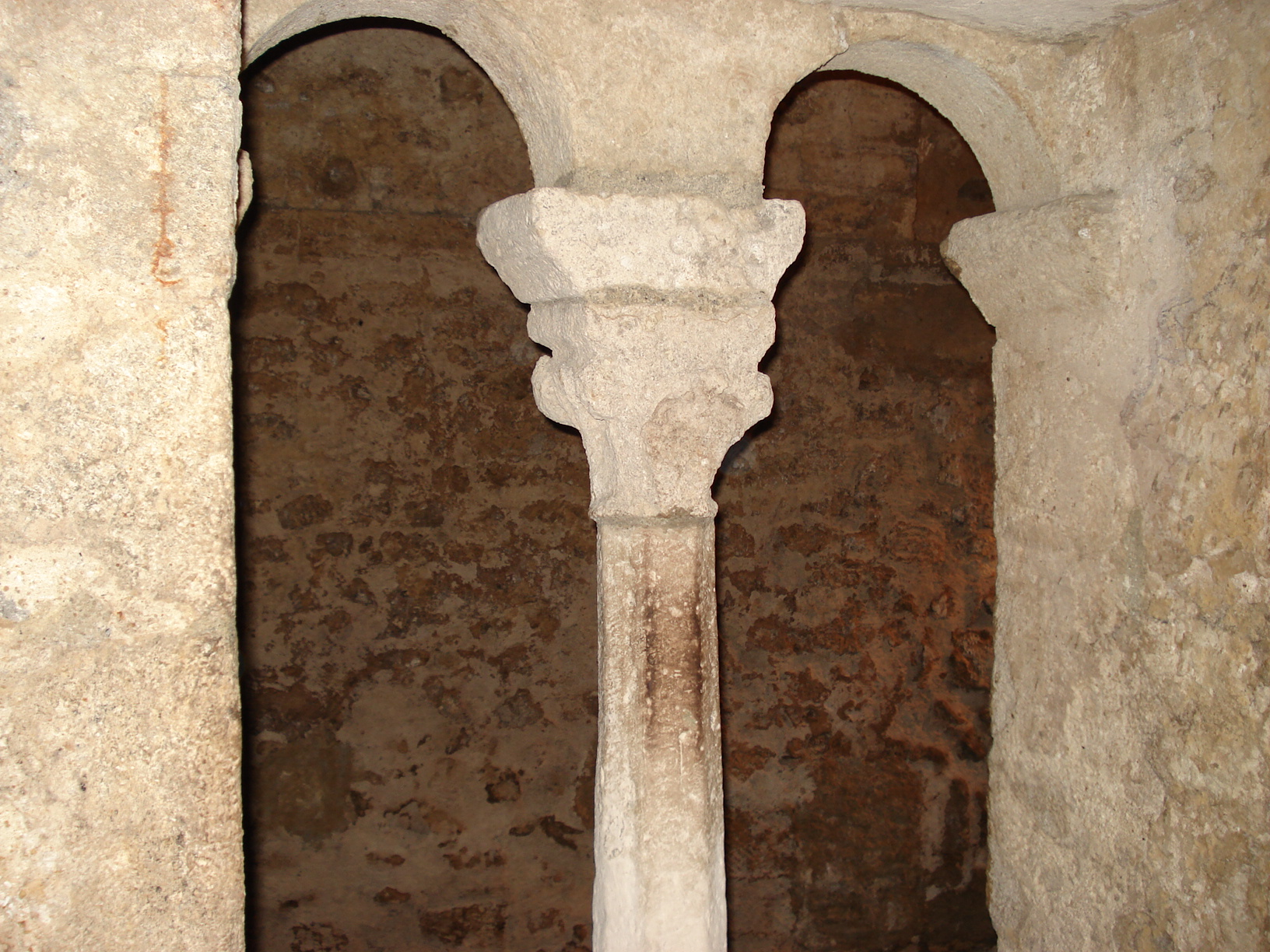
Öffnung mit Mittelsäule

Die Mittelalterliche Mikwe in Montpellier, einer Stadt im Département Hérault der Region Okzitanien, wurde im ersten Viertel des 13. Jahrhunderts erbaut. Die Mikwe in der Rue de la Barralerie Nr. 1, im ehemaligen jüdischen Viertel, ist seit 2002 als Monument historique klassifiziert und kann besichtigt werden.
Die Mikwe aus Kalkstein, die man über 15 Stufen erreicht, gehörte zur ersten Synagoge in Montpellier, die 1201 erstmals genannt wird und bis 1365 genutzt wurde. Der unterirdische Raum wird von einem Tonnengewölbe gedeckt und besitzt mehrere Öffnungen mit Mittelsäule (Biforium).